# Stare Czarnowo (gmina)
Stare Czarnowo – gmina wiejska w zachodniej części województwa zachodniopomorskiego, w powiecie gryfińskim. Siedzibą gminy jest wieś Stare Czarnowo. Większość obszaru gminy zajmuje Szczeciński Park Krajobrazowy „Puszcza Bukowa”.

## Położenie
Gmina jest położona w zachodniej części województwa zachodniopomorskiego, w północno-wschodniej części powiatu gryfińskiego.
W latach 1975–1998 gmina położona była w województwie szczecińskim.
Sąsiednie gminy: Szczecin (miasta na prawach powiatu), gmina Gryfino (w powiecie gryfińskim), gminy Bielice, Pyrzyce i Warnice (w powiecie pyrzyckim), gminy Kobylanka i Stargard (w powiecie stargardzkim)
Gmina stanowi 8,2% powierzchni powiatu.

## Demografia
Dane z 31 grudnia 2005:
| Opis                              | Ogółem | Ogółem | Kobiety | Kobiety | Mężczyźni | Mężczyźni |
| --------------------------------- | ------ | ------ | ------- | ------- | --------- | --------- |
| Jednostka                         | osób   | %      | osób    | %       | osób      | %         |
| Populacja                         | 3875   | 100    | 1850    | 47,7    | 2025      | 52,3      |
| Gęstość zaludnienia [mieszk./km²] | 25,2   | 25,2   | 12      | 12      | 13,2      | 13,2      |

- Liczba ludności:
  - w wieku przedprodukcyjnym: 858
  - w wieku produkcyjnym: 2 577
  - w wieku poprodukcyjnym: 450
- Saldo migracji: -5 (osób)
- Przyrost naturalny: 1,9‰ (2 osoby)
- Stopa bezrobocia: 6,6% (2006)

| Rok  | Liczba ludności |
| ---- | --------------- |
| 1995 | 3 883           |
| 1996 | 3 886           |
| 1997 | 3 882           |
| 1998 | 3 913           |
| 1999 | 3 899           |
| 2000 | 3 865           |
| 2001 | 3 864           |
| 2002 | 3 872           |
| 2003 | 3 873           |
| 2004 | 3 878           |
| 2005 | 3 875           |
| 2017 | 3 817           |
| 2019 | 3 828           |
| 2024 | 3 651           |

Gminę zamieszkuje 4,8% ludności powiatu.

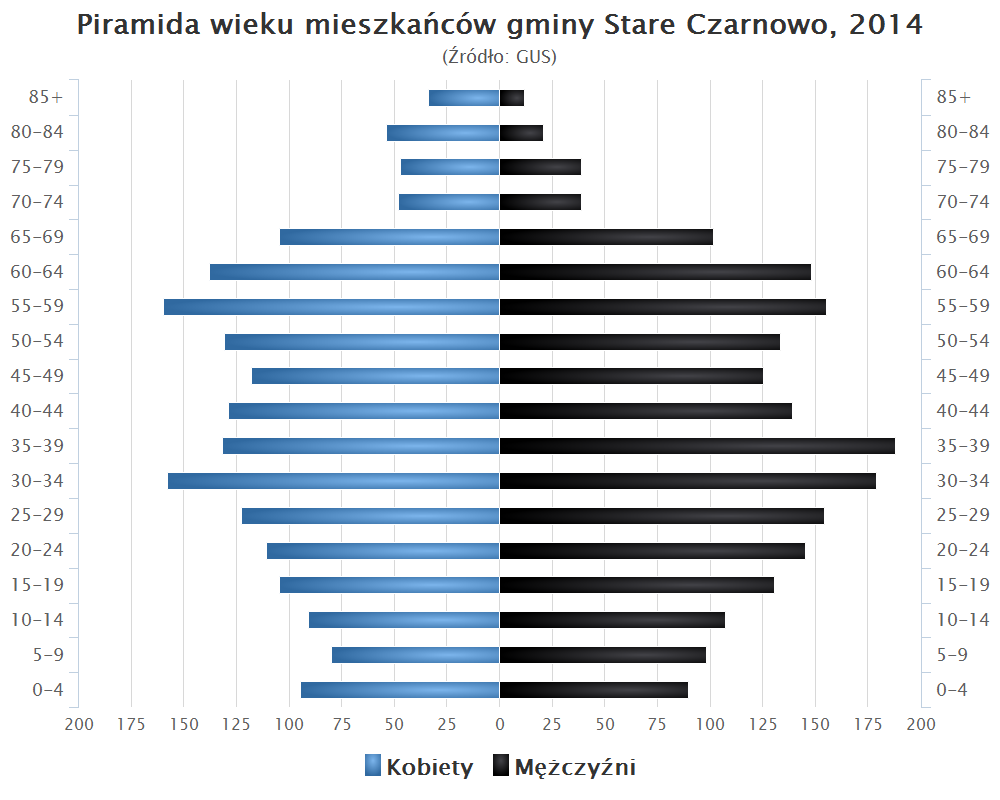
Piramida wieku mieszkańców gminy Stare Czarnowo w 2014 roku

## Przyroda i turystyka

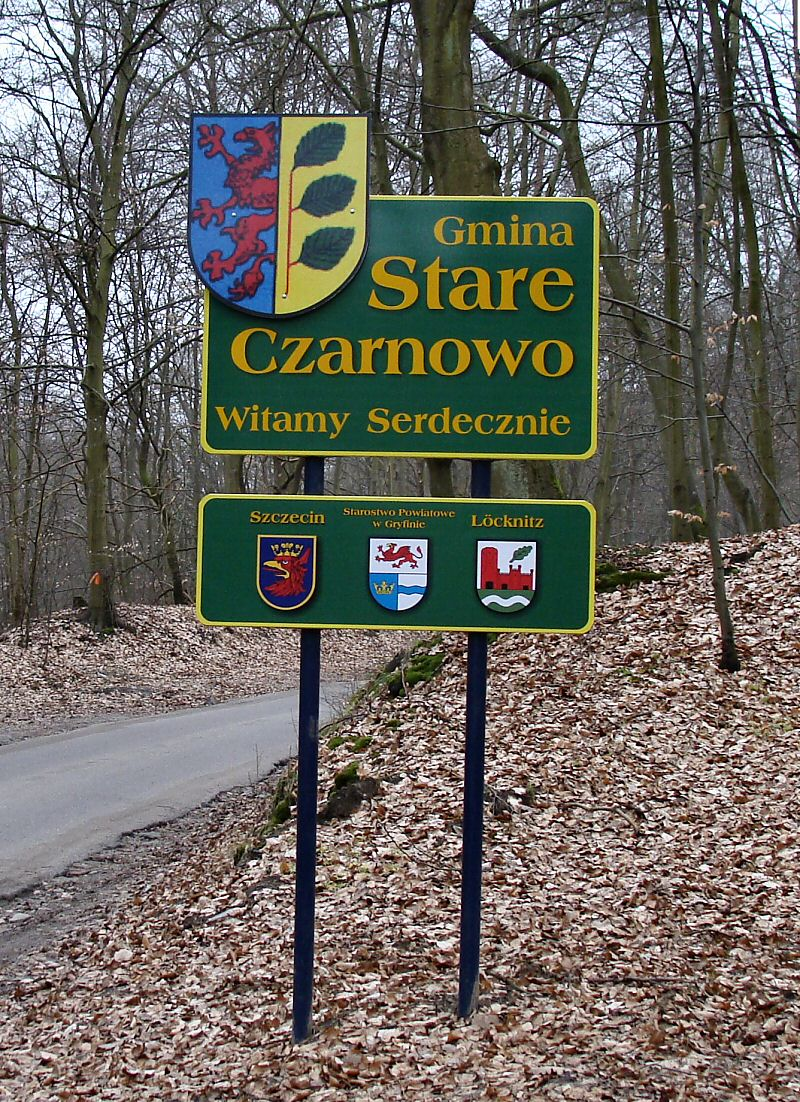

Gmina leży na Równinie Pyrzycko-Stargardzkiej oraz w obrębie Puszczy Bukowej i Szczecińskiego Parku Krajobrazowego. Na terenie Parku znajduje się 6 rezerwatów przyrody oraz najwyższe wzniesienie okolic Szczecina, Góra Bukowiec o wysokości 148,4 m n.p.m. Ważną część przyrodniczych zasobów gminy stanowią też jeziora: Glinna, Binowskie i Będgoszcz (północna część). Przepływająca przez gminę rzeka Płonia tworząca jezioro Żelewko jest dostępna dla kajaków, w okolicach wsi Żelewo Płonia wpada do jeziora Miedwie. Przez Puszczę Bukową prowadzi wiele szlaków turystycznych. Tereny leśne zajmują 44% powierzchni gminy, a użytki rolne 44%.
Najbogatszą w zabytki miejscowością na terenie gminy jest Kołbacz.
Na terenie gminy funkcjonuje niemiecki cmentarz wojenny w Glinnej dla poległych i zmarłych w czasie II wojny światowej na Pomorzu. Docelowo ma mieścić do 30 000 szczątków ekshumowanych z różnych miejsc na terenie województwa, np. z likwidowanych cmentarzy.

## Komunikacja
Przez gminę przebiega droga wojewódzka nr 119 łącząca Szczecin z Gorzowem Wielkopolskim oraz droga wojewódzka nr 120 łącząca Gryfinem z Kobylanką.
Stare Czarnowo uzyskało połączenie kolejowe w 1898 r. po wybudowaniu linii ze stacji Szczecin Lotnisko. W 1905 r. linia została przedłużona przez Żelisławiec Kartno do Sobieradza położonego na linii Gryfino – Pyrzyce. Po 1966 r. linia została zamknięta, a ok. 1992 r. część od Płoni do Sobieradza rozebrana.
W gminie czynny jest jeden urząd pocztowy Stare Czarnowo (nr 74-106).

## Administracja
W 2016 r. wykonane wydatki budżetu gminy Stare Czarnowo wynosiły 16,1 mln zł, a dochody budżetu 16,2 mln zł. Zobowiązania samorządu (dług publiczny) według stanu na koniec 2016 r. wynosiły 1,7 mln zł, co stanowiło 10,3% poziomu dochodów.
W skład gminy wchodzi 12 sołectw: Binowo, Dębina, Dobropole Gryfińskie, Glinna, Kartno, Kołbacz, Kołowo, Komorówko, Nieznań, Stare Czarnowo, Żelewo i Żelisławiec.
Pod koniec listopada 2007 r. prezydent Szczecina, Piotr Krzystek przedstawił władzom gminy Stare Czarnowo propozycję włączenia jej terytorium w granice miasta, jednak propozycja ta nie zyskała akceptacji zarówno wśród mieszkańców Szczecina (mogące prowadzić do wielu problemów zwiększenie obszaru miasta o połowę przy niewielkim wzroście liczby ludności) jak i gminy Stare Czarnowo.

## Miejscowości
WsieBinowo, Dębina, Dobropole Gryfińskie, Glinna, Kartno, Kołowo, Komorówko, Nieznań, Stare Czarnowo, Żelewo i Żelisławiec.
OsadyGliniec, Kołbacz
Osady leśneKołówko, Mazurkowo, Sosnówko